# Carnegie Hill (Manhattan)
Carnegie Hill es un vecindario dentro del Upper East Side, en el distrito de Manhattan en Nueva York. Sus límites son la calle 86 al sur, Quinta Avenida (Central Park) al oeste, con un límite norte en la calle 98 que continúa justo después de Park Avenue y gira hacia el sur hasta 96th Street y continúa hacia el este hasta, pero sin incluir, Tercera Avenida. El vecindario es parte del Distrito Comunitario 8 de Manhattan.
En los años 2000 el límite norte percibido en Park Avenue se ha extendido sobre la calle 96 hacia lo que tradicionalmente era el Harlem español, lo que llevó a que esa área a veces se llamara Upper Carnegie Hill, especialmente por corredores de bienes raíces. Según el sitio web oficial de Carnegie Hill Neighbors, el vecindario de Carnegie Hill se extiende desde las calles 86 hasta 98, desde la Quinta Avenida hasta la Tercera Avenida, pero sin incluirla.

## Historia
El barrio lleva el nombre de la mansión que Andrew Carnegie construyó en la Quinta Avenida y la Calle 91 en 1901. Hoy en día, la mansión alberga el Cooper Hewitt, Smithsonian Design Museum, una rama de la Smithsonian Institution. Frente a él, en la calle 91, se encuentra la Casa Otto H. Kahn, un palazzo florentino que ahora alberga el Convento del Sagrado Corazón. Varias otras casas adosadas en el área se han convertido en escuelas, incluida la reciente compra de William Goadby y Florence Baker Loew House en la calle 93 por la Spence School. El Lycée Français, ubicado en la antigua Virginia Graham Fair Vanderbilt House, tuvo un espacio adicional en la calle 93 entre las avenidas Quinta y Madison hasta 2005, cuando la propiedad se vendió a un propietario privado.
La arquitectura del vecindario incluye edificios de apartamentos a lo largo de Park Avenue y la Quinta Avenida, casas de piedra rojiza (con escalones ) y casas adosadas en las calles laterales, condominios, cooperativas y un puñado de mansiones, algunas de las cuales ahora son utilizadas por Museo Nacional de Diseño Cooper-Hewitt, The Jewish Museum, National Academy of Design, Dalton School y otras organizaciones. Desde los años 1950 hasta 1991, la Sociedad Nacional Audubon estuvo alojada en Willard Straight House, una casa neocolonial en 1130 Quinta Avenida. Cuando se mudó a NoHo, el Centro Internacional de Fotografía se mudó, pero luego consolidó sus operaciones en Midtown, cerca de Bryant Park. En 2001, volvió a convertirse en residencia privada. En 1989, el Museo Judío demolió la adición y el patio modernista de 1963, reemplazándolos con una nueva extensión inaugurada en 1993 que imita los detalles góticos franceses de la Mansión Warburg, la casa del museo desde 1947. La piedra caliza fue elaborada en Morningside Heights en Cathedral Stoneworks. El originalmente difamado y ahora célebre Museo Guggenheim de Frank Lloyd Wright abrió en la Quinta Avenida en 1959. The New York Road Runners ocupa una casa a la vuelta de la esquina en 9 East 89th Street, una cuadra conocida informalmente como Fred Lebow Place.
Similar a las líneas oficiales del distrito histórico, los límites del vecindario forman un rectángulo irregular y el límite norte, que tradicionalmente era la calle 96, tiene en Park Avenue bordeando lo que tradicionalmente era el Harlem español.
El barrio de la sección norte alguna vez fue visto como un extremo menos de moda del East Side, pero ahora es apreciado por su sensibilidad estética, museos y restaurantes. Además, Andrew Carnegie, Marjorie Merriweather Post, Margaret Rockefeller Strong y John Hay Whitney hicieron sus hogares al norte de la calle 90.

## Preservación
El Distrito Histórico de Carnegie Hill, designado como tal por la Comisión de Preservación de Monumentos Históricos el 23 de julio de 1974, y luego ampliado el 21 de diciembre de 1993, se extiende desde la calle 86 en el sur hasta justo al norte de la calle 98 en el norte. Su límite occidental es Central Park, y su límite oriental varía desde Madison Avenue en algunas partes hasta Lexington Avenue más al este en otras. Hay esfuerzos para expandir este distrito a fin de proteger puntos de referencia no designados, incluida la calle 179 East 93rd, donde se criaron los hermanos Marx. Los proponentes incluyen la 93 Street Beautification Association y Carnegie Hill Neighbors, organizaciones que, buscando preservar el ambiente de aldea, estimularon la creación del distrito histórico y monitorearon activamente su bienestar. En sus más de treinta años de funcionamiento, sus batallas bien publicitadas han incluido la defensa de un centro de educación para adultos cerca de la calle 92nd Street Y, planes para más apartamentos de gran altura y adiciones a las casas de piedra rojiza existentes.

## Educación
Hunter College High School, una escuela secundaria altamente selectiva clasificada a nivel nacional, está ubicada en la esquina de 94th Street y Park Avenue.
El Departamento de Educación de la Ciudad de Nueva York opera escuelas públicas.
El campus principal de la escuela internacional italiana La Scuola d'Italia Guglielmo Marconi se encuentra en Carnegie Hill. Sin embargo, en 2016 se trasladará a otro edificio en West Midtown.

## Galería

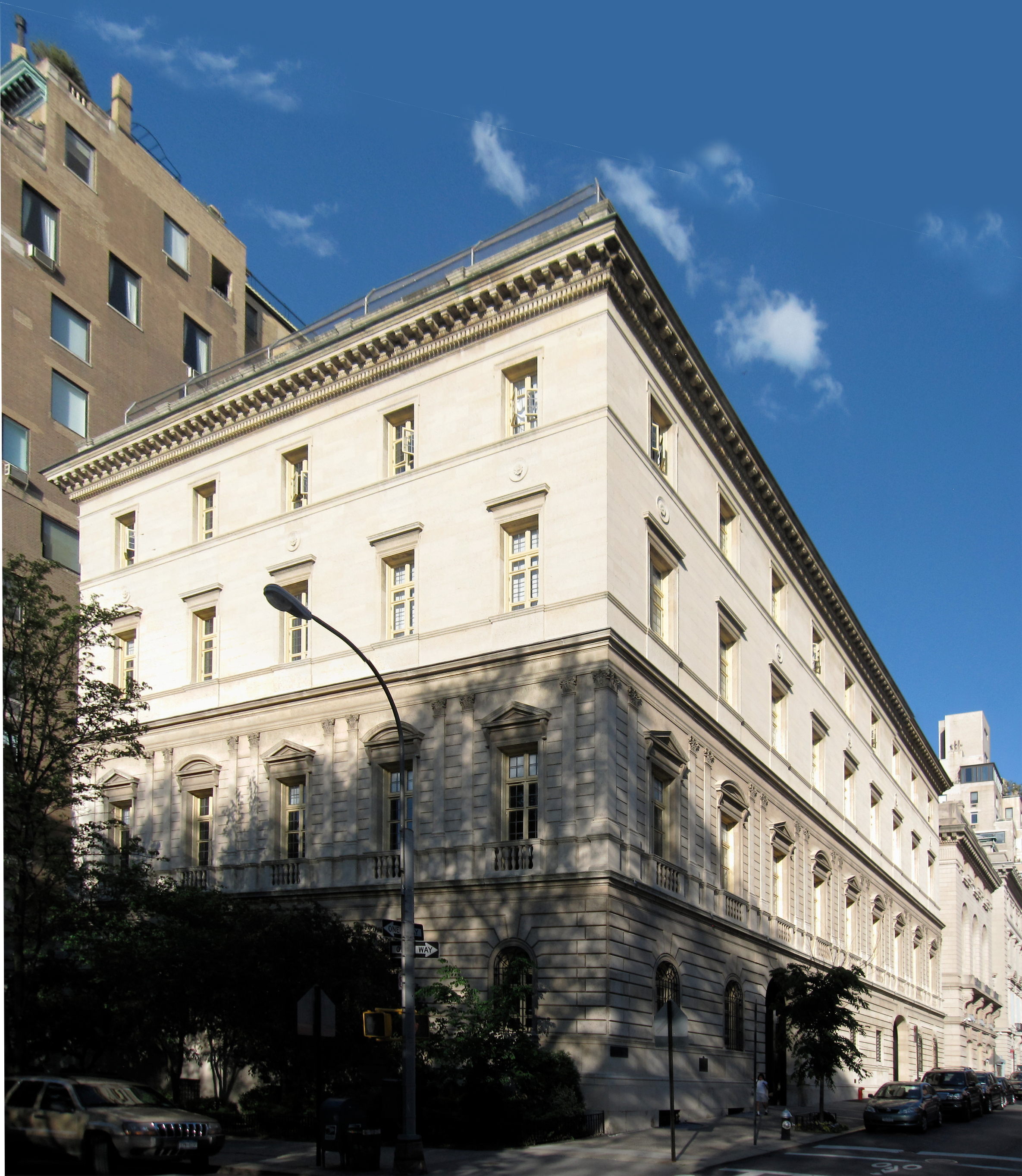
Casa Otto H. Kahn
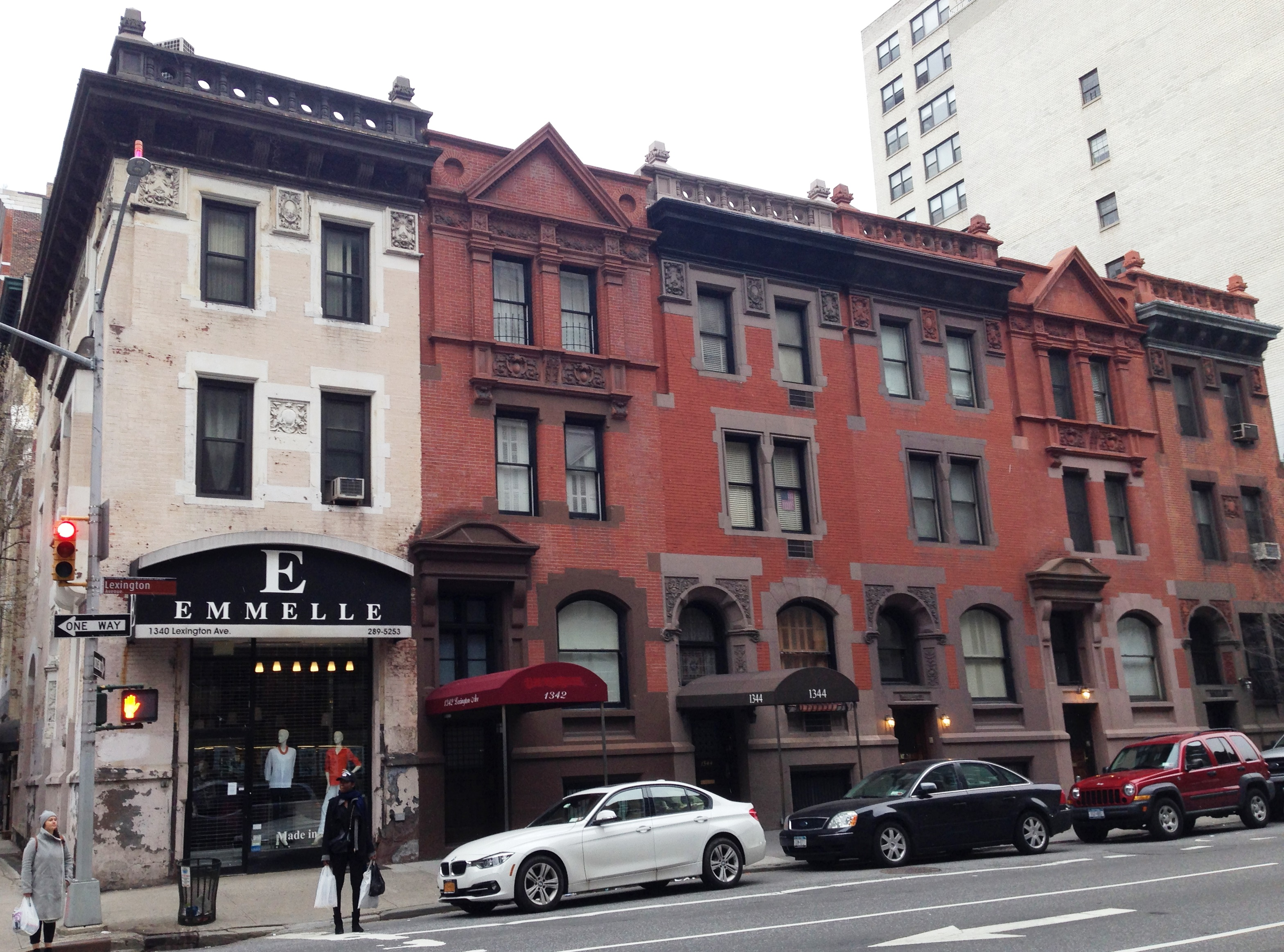
Distrito histórico de Hardenbergh-Rhinelander
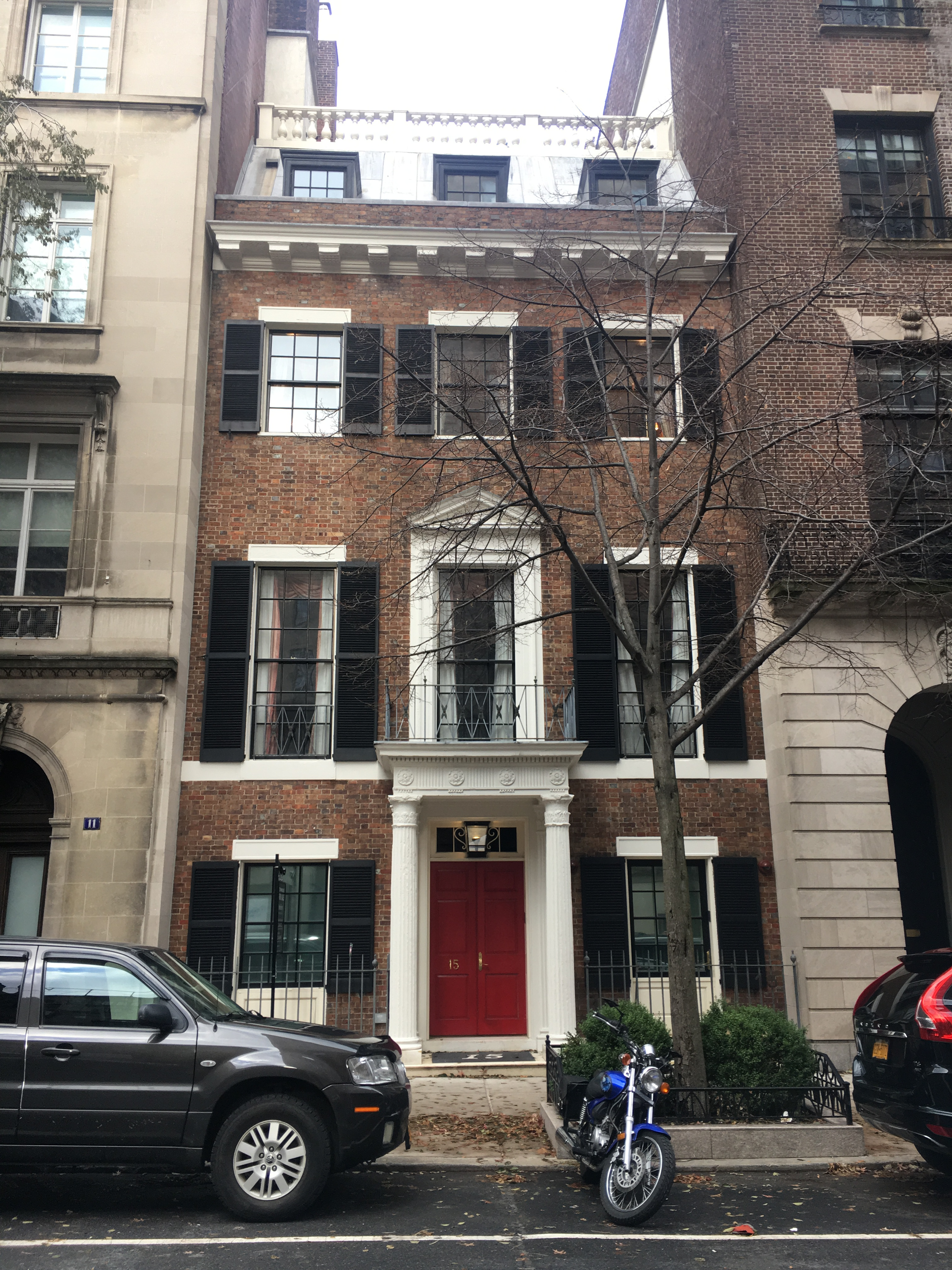
Casa Emily Trevor
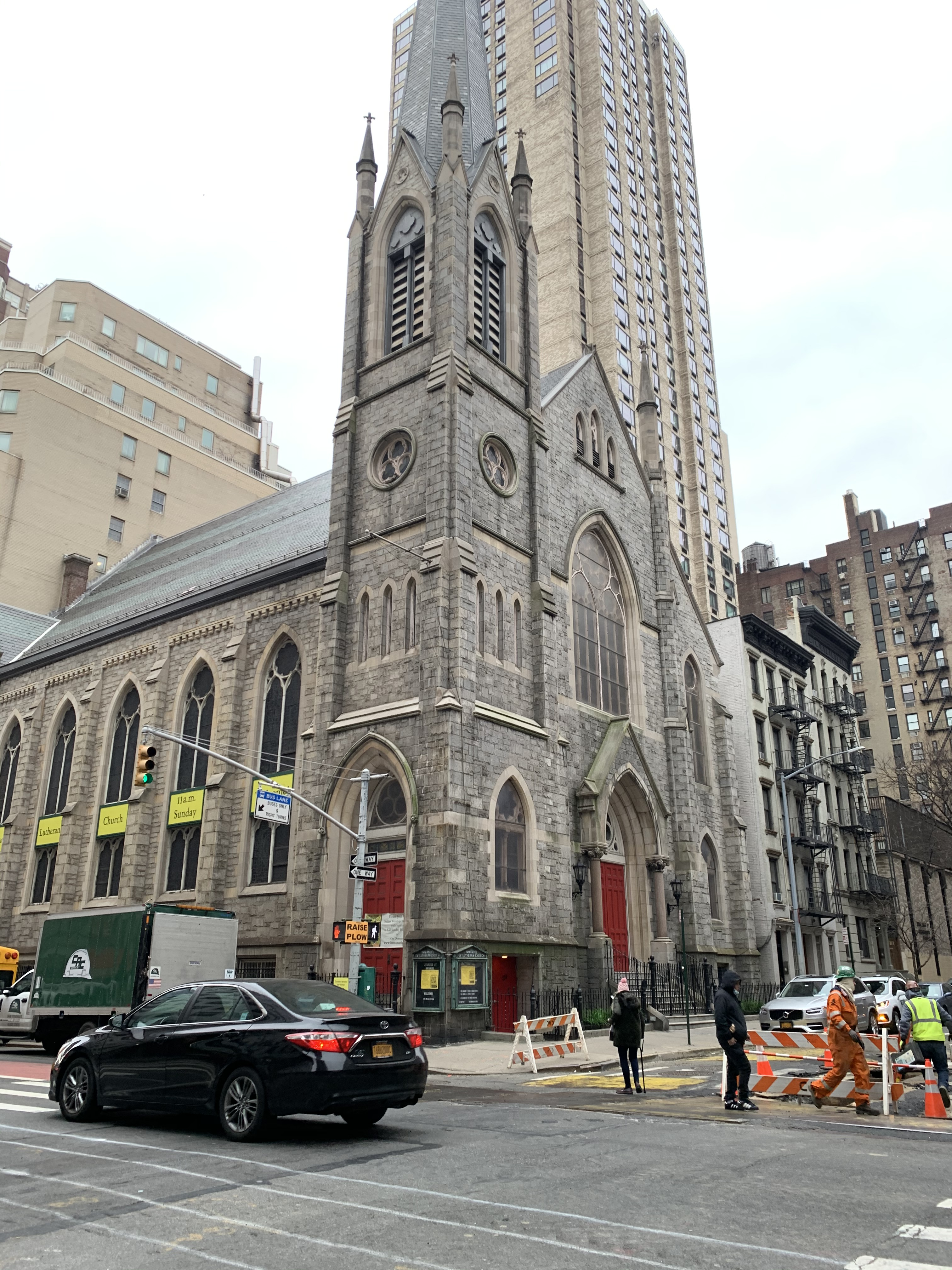
Iglesia Luterana Immanuel
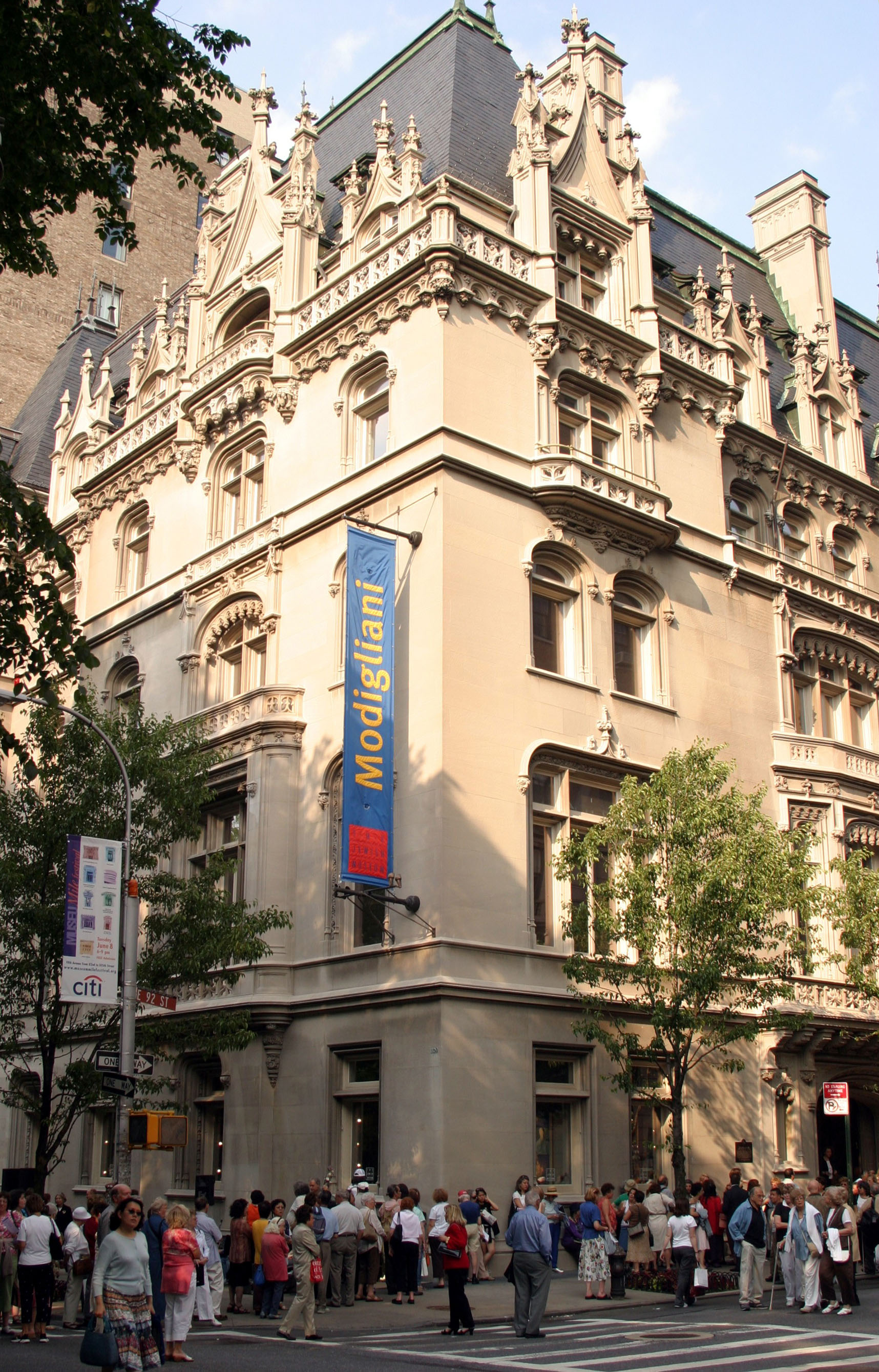
Museo Judío de Nueva York
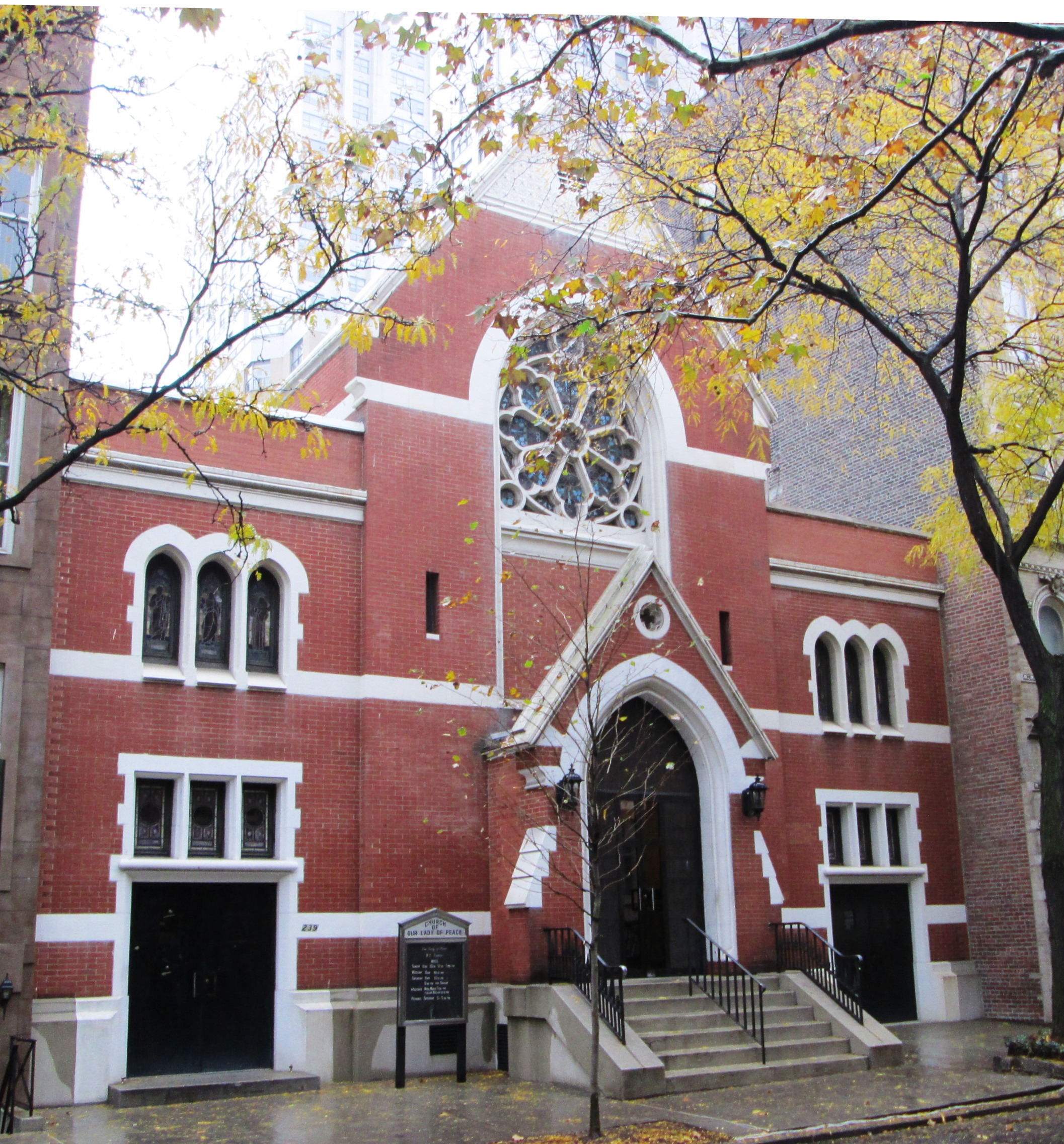
Iglesia Nuestra Señora de la Paz
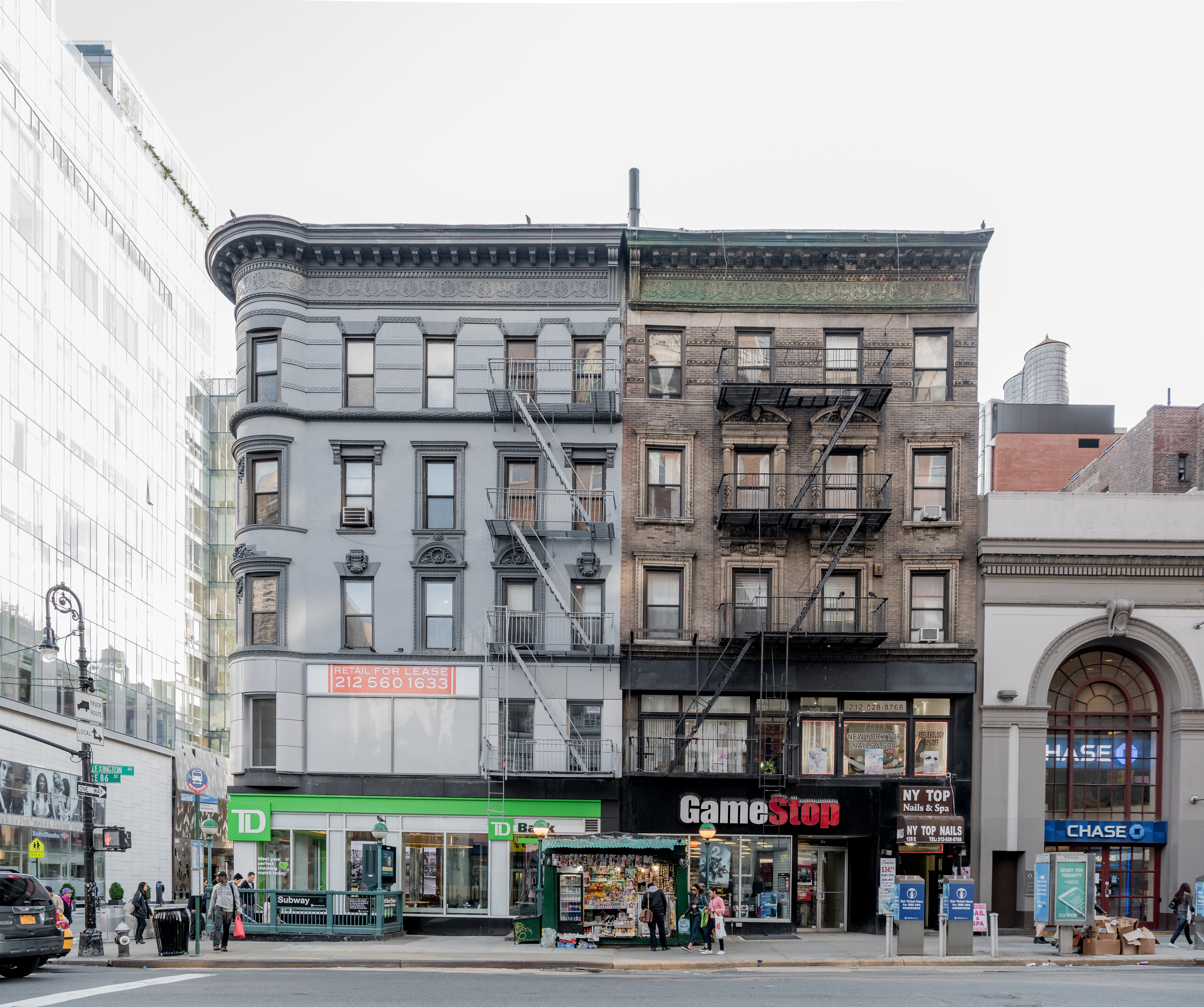
Calle 86 con av Lexington
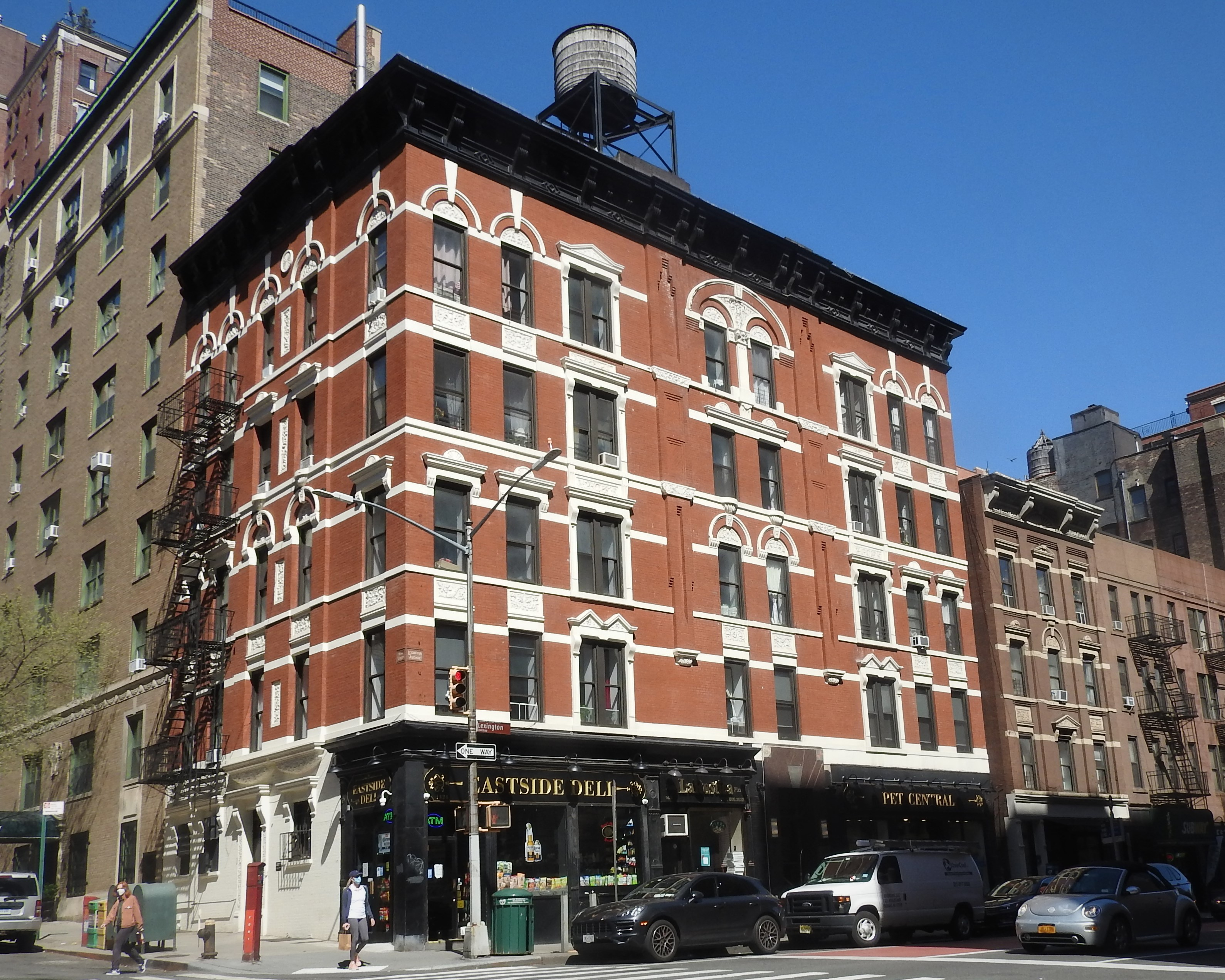
1424 Lexington
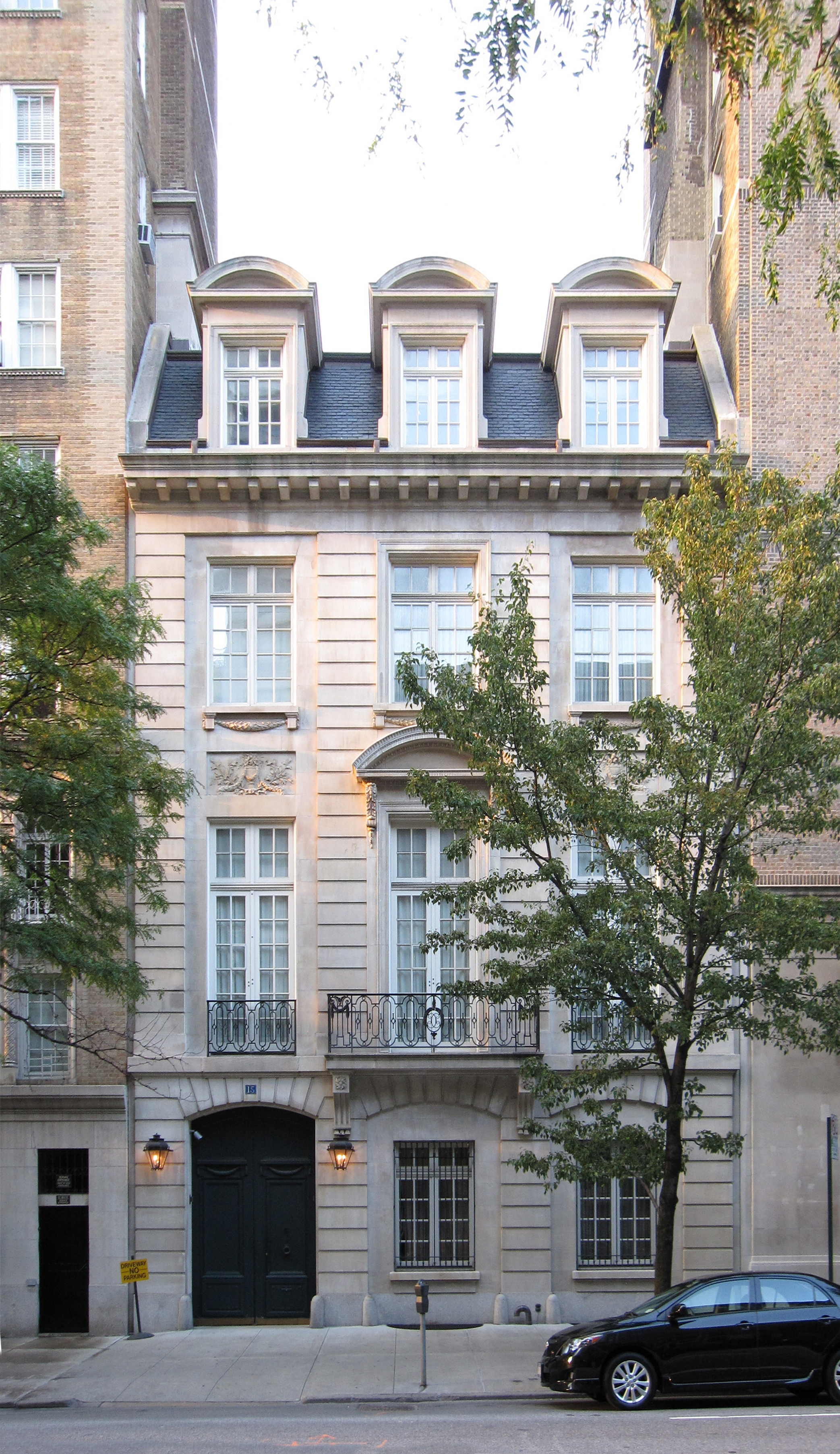
Casa Lucy Drexel Dahlgren
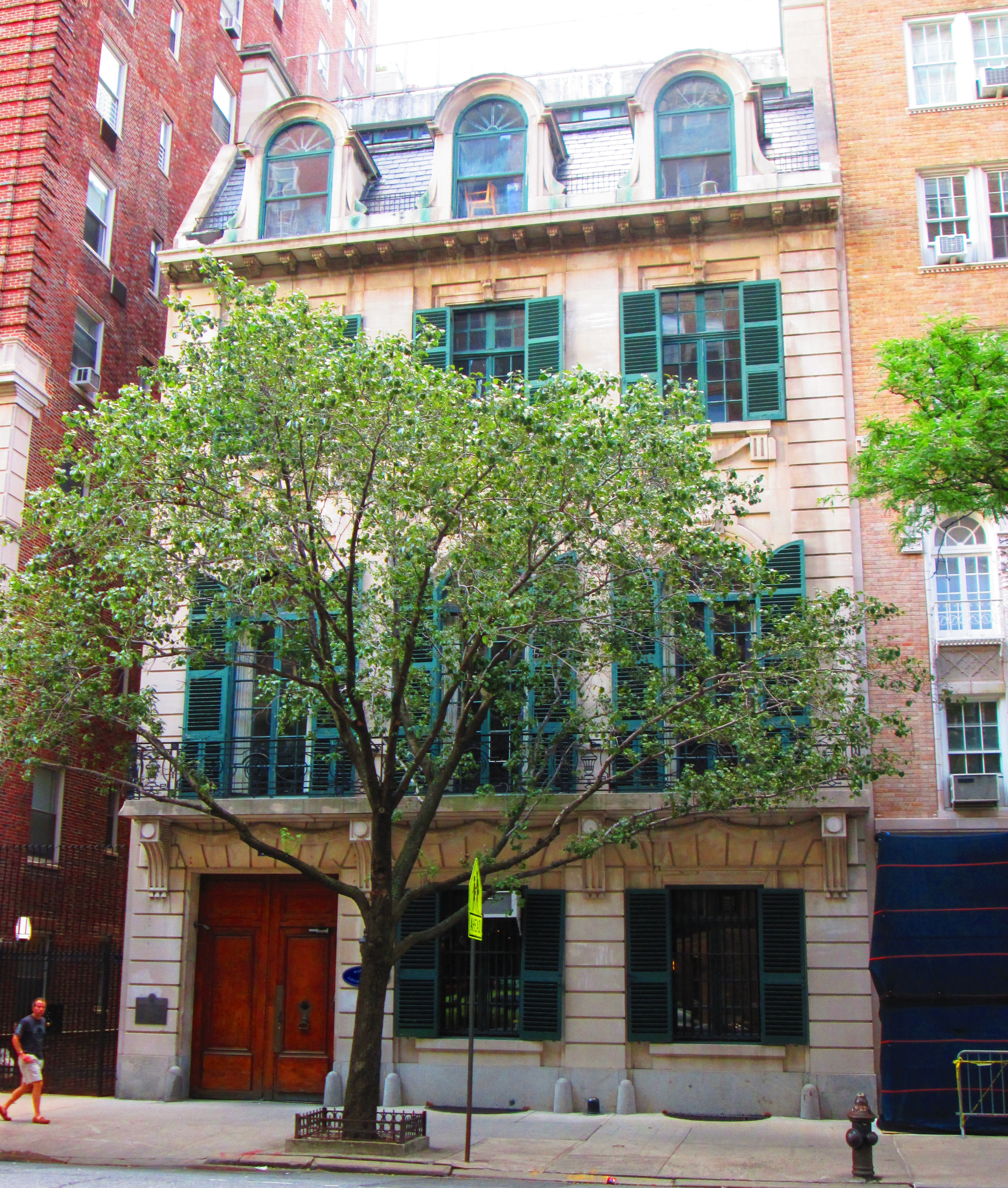
Casa Ogden Codman, Jr.
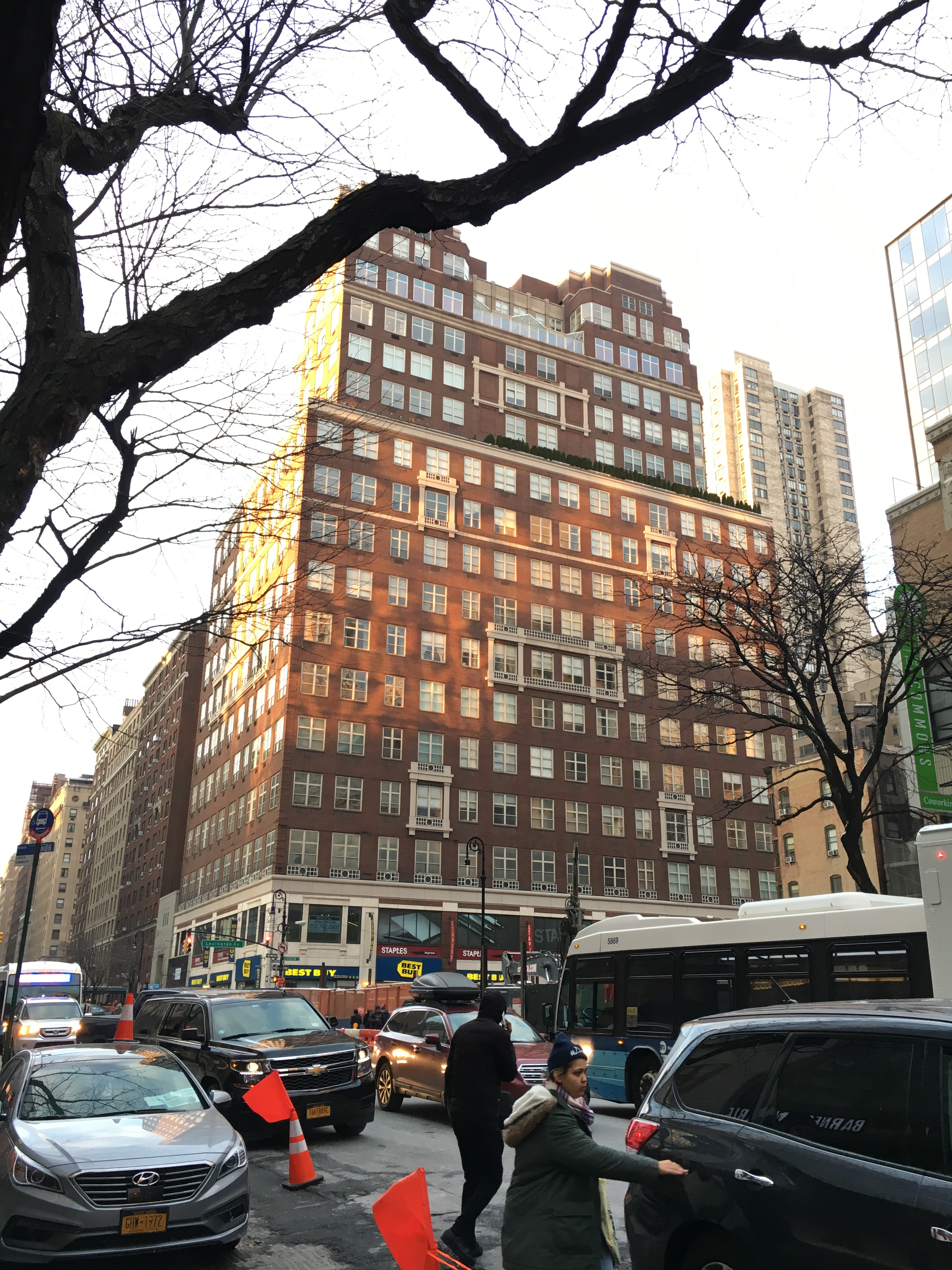
Park Avenue Court